# Alice the Goon
Alice the Goon, vertaald als Alice de Dommerik, is een stripfiguur bedacht door Elzie Segar en gebruikt in de strips Thimble Theatre uitgegeven door King Features Syndicate. De stripreeks werd later hernoemd naar Popeye.

## Achtergrond
Alice maakt haar debuut in het album Plunder Island dat in december 1933 verscheen. Het is pas in januari 1934 duidelijk dat Alice een vrouw is.
Alice werkt als wacht voor Sea Hag, de laatste heks op aarde en een gevreesde piraat. Alice lijkt op een Amazoonse reuzin. Ze is 2,43 meter groot. Ze heeft een grote neus, geen zichtbare mond en harige armen en benen. Haar neus heeft ietwat weg van die van een neusaap.
De eerste keer dat Alice verschijnt, is wanneer Sea Hag terugkeert van Sweethaven en op zoek is naar Cringly. Cringly is een van haar voormalige slaven en de enige die weet waar Plunder Island ligt. Op Plunder Island woonden de voorouders van Sea Hag.
Popeye ontmoet Alice op Plunder Island waar hij met haar in gevecht gaat. Net wanneer Popeye haar van een klif wil gooien, verschijnt haar kind dat "Mama" roept. Het wordt dan pas voor Popeye duidelijk dat Alice een vrouw is. Hij staakt zijn gevecht omdat hij uit principe vrouwen geen kwaad wil doen.
Popeye achterhaalt dat Alice meer een slavin is van Sea Hag dan een wachter. Alice heeft dit uit vrije wil gedaan omdat haar kind eerder al slaaf werd. Popeye zorgt ervoor dat Alice en haar kind vrij worden gelaten. Dan blijkt dat Alice de leidster is van een ras van Goons dat op Goon Island in Spartaanse omstandigheden leeft. Goons zien er identiek uit en hun taal is niet verstaanbaar. Enkel de magische Jeeps kunnen hen verstaan.
Later werd het karakter van Alice aangepast: ze werd vriendelijker en kreeg een vrouwelijker uiterlijk doordat ze jurken en bloemenhoedjes begon te dragen. Hoewel haar stam nog woont op Goon Island, koos ze om in te wonen bij Olijfje, waar ze de kindermeid werd van Erwtje.
In de tekenfilmreeks The Popeye and Olive Comedy Show gaat ze samen met Olijfje enige tijd in het Amerikaanse leger waar ze hilarische toestanden beleven.

## Trivia
- The Goon is ook een bijnaam van Mr. Chad, het karakter dat vaak bij de graffiti Kilroy was here getekend werd. Net als Alice the Goon had Mr. Chad namelijk een enorme neus. Een andere bijnaam was The Jeep, afgeleid van Eugene the Jeep, een ander stripfiguur dat in de stripreeks Popeye voorkwam.[1]